# Макаота
Макаота (англ. Makaota) — одна з місцевих громад, що розташована в районі Мафетенг, Лесото. Населення місцевої громади у 2006 році становило 31 014 осіб.